# Somló Emma
Somló Emma (Debrecen, 1877. november 23. – Budapest, 1927. október 8.) színésznő.

## Életútja
Református lelkész leányaként született. Rákosi Szidi színiiskoláját végezte el, és még mint növendék aratta első nagy sikerét a debreceni színházban, a Fanchon asszony lánya címszerepében. A közönség úgy ünnepelte a tizennyolc éves kislányt, hogy nyomban leszerződtették, de alig fél évig maradt csak Somló Emma szülővárosában: Tiszay Dezső igazgató már át is szerződtette Miskolcra. A Nebántsvirág volt első miskolci szereplése és ezzel a fellépésével egy csapásra meghódított mindenkit Miskolcon is. Sudermann Pillangócsatájában már Miskolcon bebizonyította, hogy éppen olyan kiváló a drámában is, mint az operettben és a vígjátékban, azonban amikor az újonnan épült Magyar Színház társulatát megszervezték, operett-színésznőnek szerződtették. Ő szólalt meg elsőnek az intézmény megnyitásán és Somló mondta a prológot a Magyar Színház első előadásán. Ugyanabban az évben (1896-ban) kezdte játszani a Gésákban Rolly Polly szerepét. Somló volt a Gyurkovics lányok Micijének az első megformálója is, és ezzel a szerepével is sikert aratott. Ilyen körülmények között valóságos szenzáció volt, amikor a vígjáték és az operett jókedvű, örökké nevető Somló Emmája egyszerre csak Gerhart Hauptmann Hanneléjének a címszerepében lépett a közönség elé, és ennek a komor tragédiának példátlanul nehéz színészi feladatot jelentő vezetőszerepében egészen új utakon haladva túltett még a Gésákban és a Gyurkovics lányokban aratott sikerein is. Max Halbe Ifjúságában Anna szerepét is Somló vitte Budapesten először színpadra a közönség lelkes tapsai közepette és mindenki nagy jövőt jósolt neki.
Nemsokára azonban eltűnt a színpadról, 1899-ben férjhez ment Lovik Károly íróhoz és egyetlen kivételtől eltekintve, tizenkét évig nem lépett színpadra. Az egyetlen kivétel 1902-ben volt, amikor Somló a Nemzeti Színház kérésére eljátszotta még egyszer Hannele szerepét, amikor az ország első számú színháza átvette a Magyar Színháztól Hauptmann drámájának a reprízét. 1910-ben elvált Lovik Károlytól és visszatért a színpadra. Első fellépése a Vígszínházban volt Molnár Ferenc Liliomjában, majd ezután a kolozsvári Nemzeti Színházhoz szerződött és ott is egész sereg nagy feladatban – Ibsen Nórájában, Bródy Sándor Tanítónőjében és a Kaméliás hölgy címszerepében – országos hírű sikereket aratott. 1912-ben a Nemzeti Színház tagjai sorába szerződtette és ettől kezdve haláláig az ország első számú színházának a tagja maradt. A Zalameai bíró, A bor, a Süt a nap, Az új rokon, a Sárga csikó, A Clémenceau-ügy, a Cyrano stb. voltak újabb sikereinek állomásai. Ezekben a szerepeiben a szövegen messze túlmenő érdekességet, színt és súlyt tudott adni a maga munkájának. 1917-ben ismét megházasodott, második férje Királyffy Béla főhadnagy volt. Halálakor férje után Király Elemérné néven írtak róla nekrológot.

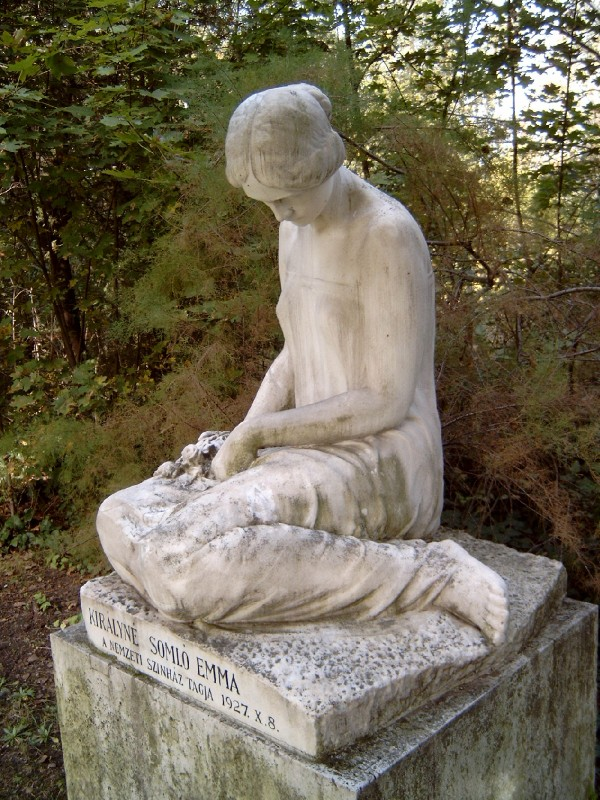
Sírja Budapesten (Kerepesi úti temető 51-1-62). Gabay Sándor alkotása

Somló Emma a lelkes művészeknek abba a fajtájába tartozott, akik szívesen vállalnak minden munkát azzal a hittel és azzal az erővel, hogy az igazi művész a legkisebb feladataiban is értéket tud kitermelni: nem a szerepből, hanem saját magából. Az a megelégedettség, amely művészi pályáján jellemezte, harmóniát teremtett magánéletében is és különösen, amikor másodszor férjhez ment, szinte közmondásossá vált a művészvilágban az a harmonikus boldogság, amelyben Somló Emma második férjével, Király Elemérrel, a volt katonatiszttel élt, aki az ő kedvéért hagyta ott pályáját és választott magának polgári hivatalt. Somló Emma tevékenyen részt vett a jótékony célú és társadalmi mozgalmakban is, és az első világháború egész ideje alatt vezetője volt egy hadikórháznak, amellett pedig számos nőegyesület és társaság vezető tagja volt. Mindezekért az értékeiért, emberi kedvességéért és jó tulajdonságaiért kiváltságosan nagy szeretetnek örvendett kollégái körében és dédelgetett kedvence volt a legjobb pesti társaságoknak. Halála tragikus hirtelenséggel következett be, 1927. október 2-án, a Te csak pipálj, Ladányi előadásán hirtelen rosszul lett és hiába volt minden orvosi segítség, október 8-án meghalt.

## Fontosabb szerepei
- Polly (Sidney Jones: Gésák)
- Hannele (Gerhart Hauptmann: Hannele)
- Anna (Max Halbe: Ifjúság)
- Mici (Herczeg Ferenc: A Gyurkovics-lányok)